# Gran Premi d'Europa del 1983
El Gran Premi d'Europa de la temporada 1983 va ser disputat al circuit de Brands Hatch el 23 de setembre de 1983.

## Resultats de la cursa
| Pos | No | Pilot              | Equip               | Voltes | Temps/ Retirada  | Pos. de sortida | Punts |
| --- | -- | ------------------ | ------------------- | ------ | ---------------- | --------------- | ----- |
| 1   | 5  | Nelson Piquet      | Brabham - BMW       | 76     | 1h 36' 46. 1     | 4               | 9     |
| 2   | 15 | Alain Prost        | Renault             | 76     | + 6.571 s        | 8               | 6     |
| 3   | 12 | Nigel Mansell      | Lotus - Renault     | 76     | + 30.315 s       | 3               | 4     |
| 4   | 22 | Andrea de Cesaris  | Alfa Romeo          | 76     | + 34. 396 s      | 14              | 3     |
| 5   | 35 | Derek Warwick      | Toleman - Hart      | 76     | + 44.915 s       | 11              | 2     |
| 6   | 36 | Bruno Giacomelli   | Toleman - Hart      | 76     | + 52.190 s       | 12              | 1     |
| 7   | 6  | Riccardo Patrese   | Brabham - BMW       | 76     | + 1' 12.684 min. | 2               |       |
| 8   | 9  | Manfred Winkelhock | ATS - BMW           | 75     | + 1 Volta        | 9               |       |
| 9   | 28 | René Arnoux        | Ferrari             | 75     | + 1 Volta        | 5               |       |
| 10  | 16 | Eddie Cheever      | Renault             | 75     | + 1 Volta        | 7               |       |
| 11  | 30 | Thierry Boutsen    | Arrows - Ford       | 75     | + 1 Volta        | 18              |       |
| 12  | 33 | Roberto Guerrero   | Theodore - Ford     | 75     | + 1 Volta        | 21              |       |
| 13  | 42 | Jonathan Palmer    | Williams - Ford     | 74     | + 2 Voltes       | 25              |       |
| 14  | 40 | Stefan Johansson   | Spirit - Honda      | 74     | + 2 Voltes       | 19              |       |
| 15  | 26 | Raul Boesel        | Ligier - Ford       | 73     | + 3 Voltes       | 23              |       |
| Ret | 27 | Patrick Tambay     | Ferrari             | 67     | Virolla          | 6               |       |
| Ret | 3  | Michele Alboreto   | Tyrrell - Ford      | 64     | Motor            | 26              |       |
| Ret | 32 | Piercarlo Ghinzani | Osella - Alfa Romeo | 63     | Accelerador      | 24              |       |
| Ret | 29 | Marc Surer         | Arrows - Ford       | 50     | Motor            | 17              |       |
| Ret | 1  | Keke Rosberg       | Williams - Ford     | 43     | Motor            | 16              |       |
| Ret | 23 | Mauro Baldi        | Alfa Romeo          | 39     | Embragatge       | 15              |       |
| Ret | 7  | John Watson        | McLaren - TAG       | 36     | Accident         | 10              |       |
| Ret | 4  | Danny Sullivan     | Tyrrell - Ford      | 27     | Pèrdua d'oli     | 20              |       |
| Ret | 8  | Niki Lauda         | McLaren - TAG       | 25     | Motor            | 13              |       |
| Ret | 11 | Elio de Angelis    | Lotus - Renault     | 12     | Bomba d'oli      | 1               |       |
| Ret | 25 | Jean Pierre Jarier | Ligier - Ford       | 0      | Embragatge       | 22              |       |
| NVC | 17 | Kenny Acheson      | RAM - Ford          |        |                  |                 |       |
| NVC | 31 | Corrado Fabi       | Osella - Alfa Romeo |        |                  |                 |       |
| NVC | 2  | Jacques Laffite    | Williams - Ford     |        |                  |                 |       |

## Altres
- Pole: Elio de Angelis 1' 12. 092

- Volta ràpida: Nigel Mansell 1' 14. 342 (a la volta 70)